# アメリカ合衆国国務省首席事務官
アメリカ合衆国国務省において、首席事務官（しゅせきじむかん、Chief Clerk）は、国務省の人事監督、対外文書の公開および内部文書の管理、日常業務について責任を負う役職。1789年から1853年までは国務省第2位の役職であり、国務長官が不在の場合には国務長官に代わって国務省を監督する役割を担っていた。
1789年7月27日の議会法 (1 Stat. 28) 第2条によりアメリカ合衆国外務省の設立が決議された際、外務省の長たる外務長官に対して首席事務官を任命する権限が与えられた。その後、追加立法により外務省の名称が国務省に変更され、また長官職の名称も国務長官に変更されたが、首席事務官に関する規定はそのまま維持された。首席事務官は国務長官による指名によってのみ任命され、上院の承認は不要であった。
国務省第2位としての地位は、1853年3月3日の連邦歳出法 (10 Stat. 28) によって国務次官補に継承された。1853年以降、首席事務官は公文書の保存管理、対外文書の公開、国務省の人事および財産の監督について責任を負った。その後、首席事務官の役職は1939年1月26日に廃止された。

## 歴代国務省首席事務官
| #  | 氏名                                 | 在任期間       | 在任期間       | 備考  |
| #  | 氏名                                 | 着任           | 退任           | 備考  |
| -- | ------------------------------------ | -------------- | -------------- | ----- |
| 1  | ヘンリー・レムゼン                   | 1789年7月27日  | 1789年12月31日 | [ 1 ] |
| 2  | ロジャー・オールデン                 | 1790年1月1日   | 1790年7月25日  |       |
| 3  | ヘンリー・レムゼン                   | 1790年9月1日   | 1792年3月31日  |       |
| 4  | ジョージ・テイラー                   | 1792年4月1日   | 1798年2月7日   |       |
| 5  | ジェイコブ・ワグナー                 | 1798年2月8日   | 1807年3月31日  |       |
| 6  | ジョン・グラハム                     | 1807年7月1日   | 1817年7月18日  |       |
| 7  | ダニエル・ブレント                   | 1817年9月22日  | 1833年8月22日  |       |
| 8  | アズベリー・ディキンズ               | 1833年8月23日  | 1836年12月12日 |       |
| 9  | アーロン・オグデン・デイトン         | 1836年12月13日 | 1838年6月25日  |       |
| 10 | アーロン・ヴェイル                   | 1838年6月26日  | 1840年7月15日  |       |
| 11 | ジェイコブ・マーティン               | 1840年7月16日  | 1841年3月5日   |       |
| 12 | ダニエル・フレッチャー・ウェブスター | 1841年3月6日   | 1843年4月23日  |       |
| 13 | ウィリアム・デリック                 | 1843年4月24日  | 1844年4月9日   |       |
| 14 | リチャード・クレイル                 | 1844年4月10日  | 1845年3月10日  |       |
| 15 | ウィリアム・デリック                 | 1845年3月1日   | 1845年8月27日  |       |
| 16 | ニコラス・トリスト                   | 1845年8月28日  | 1847年4月14日  |       |
| 17 | ウィリアム・デリック                 | 1847年4月15日  | 1848年1月25日  |       |
| 18 | ジョン・アップルトン                 | 1848年1月26日  | 1848年4月25日  |       |
| 19 | ウィリアム・デリック                 | 1848年4月25日  | 1852年5月15日  |       |
| 20 | ウィリアム・ハンター                 | 1852年5月17日  | 1855年5月7日   | [ 2 ] |

## 備考
1. ↑  1784年3月2日からアメリカ合衆国外務次官を務めていた。首席事務官には1789年7月27日の議会法が可決し外務省で同職が創設された後に任命された。
2. ↑  アンブローズ・ダッドリー・マンが国務次官補に着任した以降も、継続して首席事務官を務めた。